# Saša Borovnjak
Saša Borovnjak (cyr. Саша Боровњак; ur. 30 lipca 1989 w Belgradzie) – serbski koszykarz, występujący na pozycjach skrzydłowego oraz środkowego, aktualnie zawodnik Saint-Chamond.
Pod koniec lipca 2015 roku podpisał umowę ze Śląskiem Wrocław. Nie przeszedł testów i klub zrezygnował z niego w połowie września.
Jego starszy brat – Dejan jest zawodnikiem Stelmetu Zielona Góra (2015/16).

## Osiągnięcia
Drużynowe
- Wicemistrz Portugalii (2017, 2018)
- Zdobywca:
  - Pucharu Portugalii (2019)
  - Superpucharu Portugalii (2016, 2019)
- Finalista Pucharu Portugalii (2020)